# Harry Saltzman
Harry Saltzman (Sherbrooke (Quebec), 27 oktober 1915 – Parijs, 28 september 1994), bijgenaamd The Showman, was een Canadees theater- en filmproducent en het meest bekend door de negen James Bondfilms die hij tussen 1962 en 1974 samen met Albert R. Broccoli produceerde.
In 1961 verwierf hij voor $ 50.000 de filmrechten van de romanfiguur James Bond uit de boeken van Ian Fleming. In Albert R. Broccoli vond hij een partner die de financiële middelen kon verzorgen voor de productie van de film. Hiertoe werd EON Productions opgericht.
In 1975 verkocht hij zijn aandelen in de James Bond productie aan United Artists.

## Lijst van Saltzmans producties
- The Iron Petticoat, 1956
- Look Back in Anger, 1958
- Saturday Night and Sunday Morning, 1960
- The Entertainer, 1960
- Dr. No, 1962
- From Russia with Love, 1963
- Call me Bwana, 1963
- Goldfinger (film) 1964
- Thunderball, 1965
- And There Came a Man, 1965
- The IPCRESS File, 1965
- Funeral in Berlin, 1966
- Billion Dollar Brain, 1967
- You Only Live Twice, 1967
- Play Dirty, 1968
- Battle of Britain, 1969
- On Her Majesty's Secret Service, 1969
- Tomorrow, 1970
- Diamonds Are Forever, 1971
- Days of Fury, 1973
- Live and Let Die, 1973
- The Man with the Golden Gun, 1974
- Nijinsky, 1979
- Time of the Gypsies, 1989